# Casimir Périer

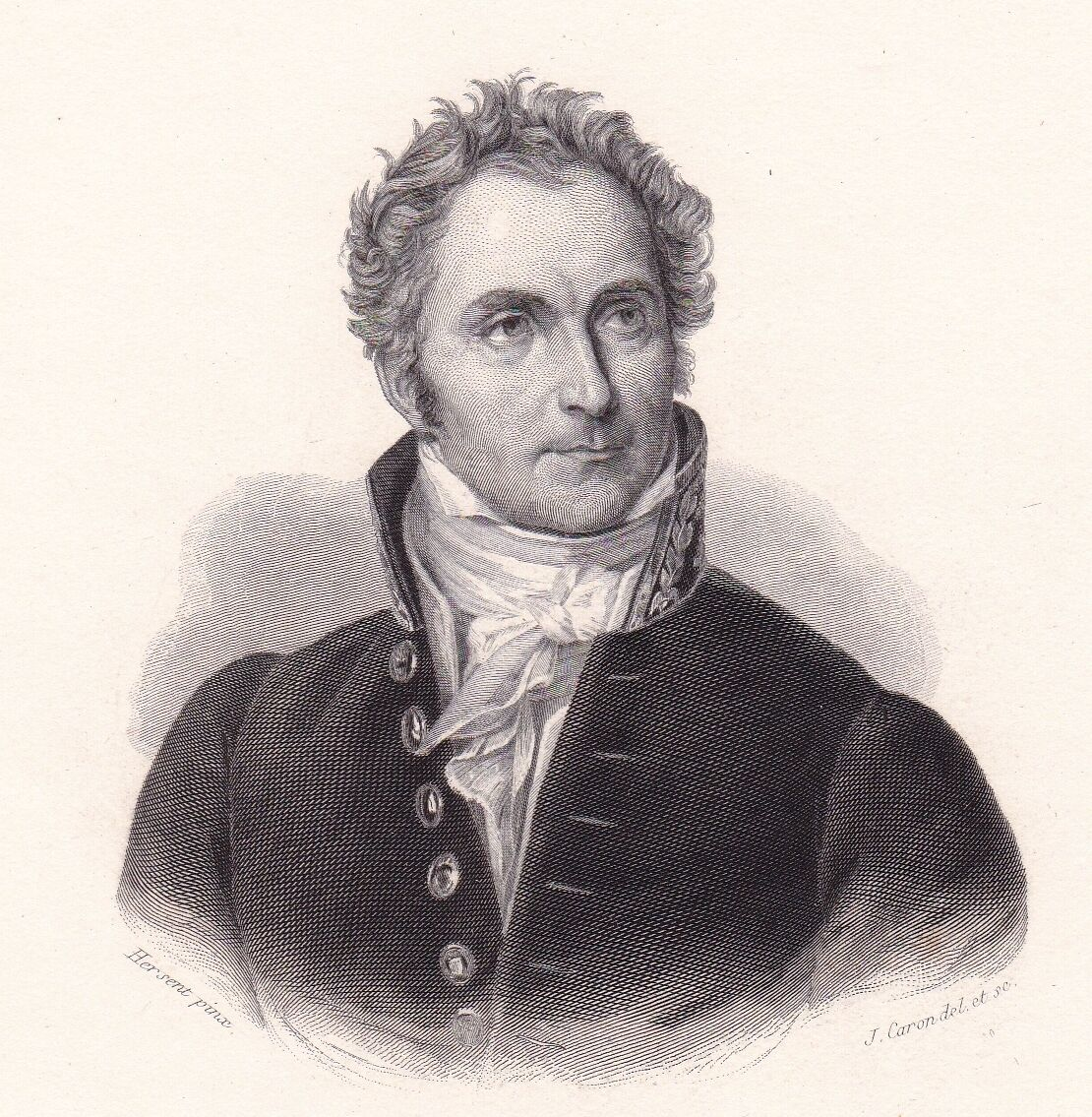
Casimir Pierre Perier

Casimir Pierre Périer, född 11 oktober 1777 i Grenoble, död 16 maj 1832 i Paris, var en fransk politiker och finansman, far till Auguste Casimir-Perier.
Périer deltog i det italienska fälttåget 1795 och begärde därefter avsked och grundade tillsammans med sin bror en bank i Paris 1801. Banken fick stor framgång och Périer var vid Napoleon I:s fall 1815 en av de mäktigaste storfinansiärerna i Frankrike. 
Från 1817 tillhörde han deputeradekammaren och blev där snart en av huvudfigurerna i oppositionen. Vid julirevolutionen 1830 blev han kammarens talman, men avgick efter meningsskiljaktigheter med Jacques Laffitte. När Laffitte misslyckats som konseljpresident övertog Périer hans post 1831. Han genomförde en sänkning av census och vann en stor seger vid valen enligt den nya vallagen.
Han lät kväva ett svårartat uppror i Lyon i blodiga strider. Mot Ludvig Filip hävdade han med framgång kravet att vara ledaren av statens politik. Utrikespolitiskt kännetecknades hans åtgärder av hävdande av Frankrikes intressen. 
För att motverka Österrikes inflytande i Italien lät han besätta Ancona, och genom franskt ingripande garanterades Belgiens integritet. När Périer avled, i koleraepidemin 1832, hade han lyckats stabilisera julimonarkin och bereda den en respekterad ställning i det europeiska statssystemet.